# Crowcrocaecum testiobliqum
Crowcrocaecum testiobliqum är en plattmaskart. Crowcrocaecum testiobliqum ingår i släktet Crowcrocaecum och familjen Opecoelidae. Inga underarter finns listade i Catalogue of Life.